# Neophema elegans
Neophema elegans е вид птица от семейство Psittaculidae. Видът е незастрашен от изчезване.

## Разпространение
Разпространен е в Австралия.